# Флемингтон (Мисури)
Флемингтон (енгл. Flemington) град је у америчкој савезној држави Мисури.

## Демографија
По попису из 2010. године број становника је 148, што је 24 (19,4%) становника више него 2000. године.
| Група             | 2000.       | 2010.       |
| Белци             | 119 (96,0%) | 137 (92,6%) |
| Афроамериканци    | 0 (0,0%)    | 0 (0,0%)    |
| Азијати           | 0 (0,0%)    | 0 (0,0%)    |
| Хиспаноамериканци | 1 (0,8%)    | 7 (4,7%)    |
| Укупно            | 124         | 148         |